# Киятка
Киятка (тат. Кыят) — река в России, протекает по Буинскому району Татарстана. Правый приток Свияги.

## Описание
Длина реки 10 км, площадь водосборного бассейна — 62,9 км². Исток в лесном массиве на крайнем востоке района. Течёт на запад по холмистой местности через малую деревню Красное Поле и впадает в протоку Узкая в пойме Свияги (в 133 км от её устья) у села Кият.
Сток реки и притоков зарегулирован. Основной приток — Крутайка (левый, длина 4,4 км).
В бассейне реки также находится село Яшевка (на реке Крутайка).

## Гидрология
Река со значительным преобладанием снегового питания. Замерзает в первой декаде ноября, половодье в конце марта. Средний расход воды в межень у устья — 0,02 м³/с.
Густота речной сети бассейна 0,42 км/км², лесистость 15 %. Годовой сток в бассейне 109 мм, из них 100 мм приходится на весеннее половодье. Общая минерализация от 200 мг/л в половодье до 700 мг/л в межень.

## Данные водного реестра
По данным государственного водного реестра России относится к Верхневолжскому бассейновому округу, водохозяйственный участок реки — Свияга от села Альшеево и до устья, речной подбассейн реки — Волга от впадения Оки до Куйбышевского водохранилища (без бассейна Суры). Речной бассейн реки — (Верхняя) Волга до Куйбышевского водохранилища (без бассейна Оки).
Код объекта в государственном водном реестре — 08010400612212100002482.